# Viaggio in Dalmazia
Viaggio in Dalmazia è un libro del 1774 del naturalista e geologo Alberto Fortis, pubblicato a Venezia in due volumi. In esso l'autore espone una lunga serie di osservazioni, soprattutto di carattere naturalistico ma anche etnografico, storico, linguistico ed economico, frutto di lunghi viaggi nella Dalmazia Veneta, da lui condotti a partire dal 1770 e già oggetto del suo Saggio d'osservazioni sopra l'isola di Cherso e Osero.

## Struttura
È strutturato come una serie di lettere rivolte a diversi personaggi della cultura e della scienza italiana ed europea dell'epoca. Ciascun capitolo o lettera descrive una diversa parte del territorio dalmata, tranne il secondo capitolo, che è invece una relazione degli usi e costumi del popolo dei Morlacchi, e il terzo, che riporta il testo e la traduzione italiana della ballata tradizionale Hasanaginica, fino a quel momento inedita. L'opera è inoltre corredata da due mappe della regione e tredici tavole illustrate (il Fortis si faceva accompagnare nei suoi viaggi da un disegnatore) poi incise da Jacopo Leonardis.

## Contenuti
Mentre la costa dalmata era ben conosciuta dai veneziani, trovandosi da secoli sotto il dominio della Serenissima, la parte più interna della regione, strappata agli ottomani solo in tempi relativamente recenti con l'acquisto vecchio (1671), l'acquisto novo (1701) e l'acquisto novissimo (1721), era ancora poco nota, e considerata selvaggia e pericolosa per i viaggiatori provenienti dal mondo "civile". Il Fortis si sforzò di confutare tali pregiudizi, descrivendo invece gli abitanti come ospitali, anche se non istruiti. In più punti si rivolge inoltre al governo veneto (che aveva finanziato parte dei viaggi), suggerendo gli interventi che a suo giudizio si potevano intraprendere per favorire lo sviluppo dell'agricoltura e della pesca, attività allora molto arretrate.

## Accoglienza
L'opera riscosse un immediato apprezzamento a livello europeo, venendo ben presto tradotta in francese, inglese e tedesco, e fece conoscere in tutta Europa la cultura del popolo morlacco, fino ad allora semisconosciuta. La ballata riscoperta dal Fortis, presentata col titolo di Canzone dolente della Nobile Sposa d'Asan Agà, ma meglio nota oggi come Hasanaginica o Asanaginica, conobbe una straordinaria diffusione con decine di traduzioni, tra cui spiccano quella tedesca di Goethe (circa 1775, pubblicata nel 1778), su cui si basò la versione inglese di Walter Scott (1798), e quella in russo ad opera di Pushkin (1835).
Si sviluppò in breve tempo un vivace dibattito sulla cultura morlacca, in cui si inserì tra gli altri il dalmata Giovanni Lovrich, che ribatté a molte delle affermazioni del Fortis con le sue Osservazioni sopra diversi pezzi del Viaggio in Dalmazia del signor abate Alberto Fortis, pubblicate nel 1776.